# 게임돌림픽
《게임돌림픽》은 2018년에 OGN에서 방송된 연예인 e-스포츠 대결 프로그램이다.